# Матијас Јергенсен
Матијас Јергенсен (дан. Mathias Jørgensen; 23. априлa 1990) је дански фудбалер и репрезентативац, који тренутно наступа за Хадерсфилд Таун.

## Каријера
Каријеру је започео у родном граду, где је играо током пет сезона, пре него што је 2012. године потписао за ПСВ из Ајндховена. Након две сезоне, вратио се у Копенхаген, пошто у Холандији није добио шансу. У јулу 2017. године прешао је у Хадерсфилд Таун за 3.500.000 фунти.
Од 2006. до 2012. играо је за Данску у млађим селекцијама. Деби за сениорску репрезентацију Данске остварио је 2008. године, а прво велико такмичење му је било Светско првенство у Русији 2018. године. Тамо је постигао свој први репрезентативни гол, и то у осмини финала против Хрватске у првом минуту утакмице, што је уједно био и најбржи погодак овог првенства.

## Приватно
Рођен је у Копенхагену 1990. године. Његов отац је Данац, а мајка пореклом из Гамбије. У вези је са мађарском манекенком Еником Михалик.

## Голови за репрезентацију
Голови Јергенсена у дресу са државним грбом
| #  | Датум        | Место          | Противник | Гол | Резултат       | Такмичење               |
| -- | ------------ | -------------- | --------- | --- | -------------- | ----------------------- |
| 1. | 1. јул 2018. | Нижњи Новгород | Хрватска  | 1:0 | 1:1 (2:3 пен.) | Светско првенство 2018. |